# Vadai Ágnes
Vadai Ágnes (Karcag, 1974. február 11. –) magyar politikus, országgyűlési képviselő, a DK alelnöke.

## Élete
Szolnokon érettségizett 1992-ben. 1997-ben diplomázott a Budapesti Közgazdaságtudományi Egyetemen. 2003-ban doktorált az ELTE Állam- és Jogtudományi Karon. 1997-ben tanársegéd volt az egyetemen, majd 2000-2005 között a Zrínyi Miklós Nemzetvédelmi Egyetemen tanított. 2007 óta címzetes egyetemi tanár.
Hat nyelven beszél (angol, francia, orosz, spanyol, norvég, német).
1999-óta politikusként tevékenykedik. A Fiatal Baloldal alapító tagja, a karcagi szervezet elnöke, az országos elnökség tagja volt. 1999-ben belépett az MSZP-be. 2004-ben az MSZP országos elnökségének tagja lett. 2002 óta parlamenti képviselő; a Honvédelmi Bizottság és az Európai Ügyek Bizottságának tagja volt. 2006-ban a Honvédelmi és Rendészeti Bizottság, valamint a Nemzetbiztonsági Bizottság tagja lett.
2007. júliusától 2009 áprilisáig a Honvédelmi Minisztérium államtitkára volt.
2009. áprilisában a Bajnai-kormány megalakulásakor ismét a HM államtitkári posztjára nevezték ki.
A Demokratikus Koalíció (DK) alapító tagja; alelnöke.